# A Tribute to Vespa
A Tribute to Vespa – tribute album nagrany przez różnych wykonawców zawierający covery grupy Vespa, oraz wykonania utworów innych wykonawców przez samą grupę Vespa. Muzyka zawarta w albumie zaliczana jest do takich gatunków muzycznych jak swing, alternative, folk, ska, rock. Producentem i wydawcą jest Lou & Rocked Boys. Album został nagrany w 2017 r.

## Historia i album
Album „A Tribute to Vespa” został nagrany w 2017 r.. Producentem i wydawcą jest „Lou & Rocked Boys”. Wydanie obejmuje zarówno pytę CD, jak i album cyfrowy dostępny w streamingu i downloadzie. Album ma przypisany kod wydawcy: LOU 217; i barcode: 5907996082391. Album ukazał się w oderwaniu od jakichkolwiek jubileuszy, lub jak podano w jednej z publikacji, ukazał się z okazji 22,5-lecia zespołu. Taki staż sprawia, że zespół Vespa uznawany jest za najdłużej działającą w Polsce grupę muzyczną tworzącą muzykę ska.
Oprócz płyty wydano dwa single. Pierwszy zawierał utwór pod tytułem „Agnieszka” w wykonaniu zespołu Komenty, a drugi zawierał utwór „Zejdź Mi Z Oczu” w wykonaniu zespołu Hańba!.

## Muzyka
Poszczególne zespoły, których wykonania utworów zamieszczono w tym kompilacyjnym albumie, reprezentują różnorodne style muzyczne. Ma to swoje odzwierciedlenie w publikacjach podających listy rodzajów muzyki, które różnią się między sobą. I tak wymieniane są takie style muzyczne jak: blue grass, calypso, alternative, country, crust-punk,
dub, eksperymentalna,
folk, hardcore, hip hop
northern, piosenka chodnikowa (podwórkowa), psychobilly,
punk, reggae, rockabilly,
ska, soul, 
swing.
W jednej z publikacji zamieszczono znamienne zdanie w skondensowany sposób udanie opisujące zawartość albumu i oddające jego klimat:

Repertuar Vespy w interpretacji innych wykonawców. "A Tribute to..." poświęcone jednej z najciekawszych krajowych kapel ska (a obecnie także swing) na którym pojawia się także sama Vespa...

Tak więc album obejmuje wykonanie 14 utworów zespołu Vespa przez różnych czternastu wykonawców oraz cztery utwory różnych czterech wykonawców wykonanych przez zespół Vespa.

## Utwory
| lp | tytuł                                     | wykonawca tribute   | wykonawca     | czas  |
| -- | ----------------------------------------- | ------------------- | ------------- | ----- |
| 1  | Agnieszka                                 | Komety              | Vespa         | 03:12 |
| 2  | Bonnie & Clyde                            | Kompromitacja       | Vespa         | 02:54 |
| 3  | Każdy Chce To Mieć                        | Spółdzielnia        | Vespa         | 03:18 |
| 4  | Johnny                                    | Niesamowita Sprawa  | Vespa         | 02:41 |
| 5  | Wilkołak                                  | Bombat Belus        | Vespa         | 02:48 |
| 6  | TT'56                                     | Las Melinas         | Vespa         | 03:02 |
| 7  | 2 Na 2                                    | Vespa               | Jimmy Rushing | 02:11 |
| 8  | KNS                                       | Snaerft             | Vespa         | 01:21 |
| 9  | Diamenty I Jedwabie                       | Sabina Celeste      | Vespa         | 03:33 |
| 10 | Zejdź Mi Z Oczu                           | Hańba!              | Vespa         | 02:14 |
| 11 | Łobuzerka                                 | Troty               | Vespa         | 03:02 |
| 12 | Zimny Chłopak                             | Nutty Lovers I S-ka | Vespa         | 05:12 |
| 13 | Porek 3 (Zmutowana Teściowa Kontratakuje) | Ska Petarda         | Vespa         | 03:45 |
| 14 | Tryton                                    | Terrible Disease    | Vespa         | 06:07 |
| 15 | Wiejska Przygoda                          | Zacier              | Vespa         | 02:39 |
| 16 | Łza Dla Cieniów Minionych                 | Vespa               | Kat           | 03:45 |
| 17 | Cisza Jak Ta                              | Vespa               | Budka Suflera | 01:02 |
| 18 | Cierpisz                                  | Vespa               | Napalm Death  | 00:05 |

## Odbiór i opinie
W publikacjach dotyczących tego wydawnictwa przede wszystkim ich autorzy odnoszą się do samego zespołu, uznawanego w na polskiej scenie ska za najdłużej działającą grupę muzyczną, a także za jedną z najciekawszych krajowych kapel ska i swing. Mimo to, pojawia się w nich także pytanie, czy zespół w momencie wydania albumu był już na tyle klasykiem, aby wydawać tribute album jemu poświęcony, które to wątpliwości jednak rozwiewają zarówno wyżej zapodane oceny zespołu, jak i sam album. Przede wszystkim dostrzega się ciekawe zestawienie wykonawców, reprezentujących tak różnorodne style muzyczne, co uznaje się za dużą zaletę albumu jako całości, jak i w odniesieniu do poszczególnych utworów. Inny bowiem styl grania danego wykonawcy w stosunku do Vespy sprawił, iż nowe interpretacje jej utworów są ciekawe, czasem zaskakujące, niepokojące. Jako pewne zaskoczenie, oryginalność albumu wymienia się obecność czterech utworów wykonanych przez samą Vespę. Stosunkowo dużym zaskoczeniem w elemencie komponowania albumu jest także dokonany przez Vespę wybór wykonawców i ich utworów, które grupa nagrała specjalnie na tę okazję, z wyłączeniem bluesowego standardu „2 Na 2” (Jimmy Rushing). Vespa bowiem wykonuje tu także covery takich utworów jak „Łza dla cieniów minionych” zespołu Kat, „You Suffer” zespołu Napalm Death oraz „Cisza jak ta” zespołu Budki Suflera. Ta ostatnia interpretacja przez jednego z autorów recenzji została określona jako przewrotnie potraktowana „Cisza jak ta”.